# Josef Schagerl
Josef Schagerl, né le 25 août 1923 à Peutenburg et mort le 12 décembre 2022, est un sculpteur autrichien.

## Biographie
Josef Schagerl est le fils du sculpteur Josef Schagerl (1872–1953) et son épouse Rosa. Après un apprentissage de menuisier, il travaille dans l'atelier de son père de 1938 à 1941. Il fait ensuite son service militaire, est prisonnier de guerre et revient en Autriche en 1946. Il s'inscrit en 1952 à l'académie des beaux-arts de Vienne. De 1951 à 1964, Schagerl travaille sur la reconstruction des sites historiques de Vienne comme la Gloriette, la Hofburg ou le palais du Belvédère.
Il conçoit de nombreuses œuvres publiques dans le cadre du 1 % artistique.